# Şehsuvar szultána
Şehsuvar szultána, oszmán szultána. II. Musztafa oszmán szultán második asszonya, III. Oszmán oszmán szultán édesanyja.
1682-ben született szerb  nemesi családban, és eredeti neve Mária volt. 1697 körül került a hárembe, ahol a Şehsuvar nevet kapta, és ő lett a második fiú, a későbbi szultán
III. Oszmán oszmán szultán anyja. Férje halála után őt, és Saliha szultánát is a régi palotába száműzték.
Miután Oszmán fivére I. Mahmud oszmán szultán gyermektelenül halt meg, ő lett a következő szultán,  Şehsuvar pedig a Válide szultána.
Unokái neki sem születtek, így a vérvonala nem öröklődött.
1756.április 16-án halt meg.

## Gyermekei
III. Oszmán oszmán szultán